# Vincențiu Babeș
Vincențiu Babeș (olykor Vincenție Babeș, magyarosan Babes Vince, eredeti családneve Călușăr) Hodony, 1821. január 1. – Budapest, 1907. január 21.) magyarországi román politikus, publicista, Victor Babeș édesapja.

## Élete
Módos bánáti román ortodox parasztcsaládból származott. Temesvári, karlócai és szegedi középfokú tanulmányok után előbb Aradon elvégezte a teológiát, majd Pesten jogot hallgatott. 1845–1846-ban a pesti királyi táblánál dolgozott, majd 1848-ig az aradi királyi táblánál volt jegyző, közben pedig az ortodox tanítóképzőben tanított. Nagy hatást gyakoroltak rá Széchenyi István munkái.
Az 1848-as forradalom alatt Sigismund Pop Amicul Poporului című lapjába írt, többek között verseket is. Megismerkedett Ioan Dragoșsal. Szeptember 20. és október 29. között, Vukovics Sebő megbízásából a Temes vármegyei román falvakat járta, hogy csillapítsa a nyugtalanságot és újoncokat toborozzon a szerb fölkelők ellen. Decemberben Bécsbe utazott és felvette a kapcsolatot a Mocsonyi családdal. 1849. május 23-án kinevezték Krassó vármegye és a katonai határőrvidék román iskoláinak felügyelőjévé.
1849 decemberében az aradi püspök megbízásából ismét Bécsbe utazott. Novembertől a birodalmi törvénylapnál a román törvényszövegek fogalmazójaként dolgozott. 1851 februárjában kinevezték a bécsi legfelsőbb törvény- és semmítőszék titkárává. 1859-ben udvari tanácsosi rangot kapott. 1851-ben feleségül vette Sophia Goldschneidert.
A nevét ismertté 1860-ban megjelent, Die Sprach- und Nationalitätenfrage in Österreich című tanulmánya tette. Ebben az egyén alapvető jogának nevezte a saját nyelv használatát a közéletben, az oktatásban, az egyházban és a közigazgatásban. A kollektív jogok álláspontjára helyezkedett, a politikai és kulturális jogok alanyainak a nyelvi közösségeket, a nemzetiségeket gondolta. A Birodalom alkotmányos átalakítása szempontjából a legjobb megoldásnak egy korporatív modellt tartott volna, amelyben az elismert nemzetiségek képviselői a lakosságszám arányában közös törvényhozó és kormányzó szervet alkotnának. Elfogadható lett volna számára egy föderatív államforma is, de csak ha a területi egységek határait nemzetiségi alapon jelölik ki.
1863-tól 1869-ig a pesti királyi tábla ülnöke volt, 1869-ben ügyvédi irodát nyitott Pesten. 1865 és 1871 között a román tárgyalóbizottság tagjaként részt vett a bánáti szerb és román ortodox egyházak szétválásáról folytatott tárgyalásokon. 1866-ban alapító tagja volt a Román Akadémiai Társaságnak. 1866-től 1876-ig irányította a bécsi Albina című folyóiratot, melybe a legtöbb cikket is ő írta.
1861 és 1887 között, román nemzetiségi programmal Szászkabánya kerületét képviselte a budapesti képviselőházban. A Mocsonyiak nevével fémjelzett aktivista, a magyarországi (főként bánáti központú) román nemzetiségi politika egyik vezéralakja volt. 1867–1868-ban több találkozón sikertelenül próbálta rávenni az erdélyi román vezetőket az együttműködésre. A törvényhozásban folyamatosan fölhívta a figyelmet a nyelvhasználati jogok durva megsértésére és számon kérte a magyar kormányokon az 1868-as nemzetiségi törvény betartását. Andrei, majd Alexandru Mocsonyi állandó munkatársa volt.
Halála után az albertfalvai családi kriptába temették. 1936-ban maradványait átszállították Hodonyba.